# الكأس الدولية للأبطال
الكأس الدولية للأبطال (بالإنجليزية: International Champions Cup؛ اختصاراً: ICC) بطولة سنوية دولية ودية لأندية كرة القدم. تضم أندية أوربية في الأغلب وتقام مبارياتها في الولايات المتحدة وأحياناً في كندا، توسعت بعد عام 2015 لتقام في دول آخرى مثل الصين و‌أستراليا. تأسست البطولة من قبل «ريليفانت سبورتس»، التابعة لشركة «آر أس إي؛ RSE» التي بدورها تأسست في 2012، ويملكها ستيفن روس ومات هيغينز المدير السابق لفريق كرة القدم الأمريكية نيويورك جيتس. أستبدلت بطولة تحدي العالم لكرة القدم التي شارك بها فرق أوربية وأمريكية.
سُجل أكبر عدد حضور مشاهدين في مباراة كرة قدم في الولايات المتحدة في 2 أغسطس، 2014، في المباراة التي جمعت بين مانشستر يونايتد وريال مدريد حيث حضرها 109,318 مشاهد والتي أقيمت في ملعب جامعة ميشيغان، آن آربر، ميشيغان.

## النتائج حسب السنة

### نسخ البلدان (2013–2017)
| النسخة | الفرق | أمريكا الشمالية وأوروبا | أمريكا الشمالية وأوروبا | أستراليا   | أستراليا      | الصين                        | الصين                        | سنغافورة   | سنغافورة    |
| النسخة | الفرق | الفائز                  | الوصيف                  | الفائز     | الوصيف        | الفائز                       | الوصيف                       | الفائز     | الوصيف      |
| ------ | ----- | ----------------------- | ----------------------- | ---------- | ------------- | ---------------------------- | ---------------------------- | ---------- | ----------- |
| 2013   | 8     | ريال مدريد              | تشيلسي                  | لم تعقد    | لم تعقد       | لم تعقد                      | لم تعقد                      | لم تعقد    | لم تعقد     |
| 2014   | 8     | مانشستر يونايتد         | ليفربول                 | لم تعقد    | لم تعقد       | لم تعقد                      | لم تعقد                      | لم تعقد    | لم تعقد     |
| 2015   | 15    | باريس سان جيرمان        | نيويورك ريد بولز        | ريال مدريد | روما          | ريال مدريد                   | ميلان                        | لم تعقد    | لم تعقد     |
| 2016   | 17    | باريس سان جيرمان        | ليفربول                 | يوفنتوس    | أتلتيكو مدريد | غير متوج — تم إلغاء المباراة | غير متوج — تم إلغاء المباراة | لم تعقد    | لم تعقد     |
| 2017   | 15    | برشلونة                 | مانشستر سيتي            | لم تعقد    | لم تعقد       | غير متوج                     | غير متوج                     | إنتر ميلان | بايرن ميونخ |

### في جميع أنحاء العالم
| النسخة | الفرق | الفائز          | الوصيف          |
| ------ | ----- | --------------- | --------------- |
| 2018   | 18    | توتنهام هوتسبير | بروسيا دورتموند |
| 2019   | 12    | أتلتيكو مدريد   | ريال مدريد      |

## الملاحظات
1. ↑  لم يتم لعب نسخ 2014 و2017 في أوروبا
2. ↑  لأن بوروسيا دورتموند وإنتر ميلان وأرسنال وليون لعبوا مباراة واحدة بينما ميلان وبايرن ميونيخ لعبوا مباراتين.

## وصلات خارجية
- الموقع الرسمي